# Passo San Lucio
Il passo San Lucio, situato nelle Prealpi Luganesi ad un'altitudine di 1.541 m s.l.m., collega la Val Cavargna in provincia di Como con la Val Colla nel Canton Ticino (Svizzera).

## Descrizione
Sul versante italiano esiste una strada carrozzabile che porta al passo, mentre il versante svizzero è servito da una strada sterrata di proprietà dei patriziati di Bogno e Certara percorribile solamente con mezzi fuoristrada (previo permesso scritto dell'Ente proprietario), oppure liberamente con cicli e cavalli. Sul valico sorge una chiesa del XIV secolo dedicata a San Lucio e due rifugi: uno in territorio italiano e uno in territorio svizzero che funge pure da ristorante.

## La festa al San Lucio
Il giorno 16 agosto, festività di San Rocco, il passo ospita una affollata sagra che richiama visitatori sia dall'Italia che dalla Svizzera: i più sportivi salgono al passo camminando, i più pigri mediante un più comodo elicottero che viene noleggiato per l'occasione. La festa ricorda i tempi in cui il confine tra Italia e Svizzera era delimitato da un'alta rete metallica sorvegliata a vista dalle guardie di confine armate contro i contrabbandieri, che solo il giorno della sagra veniva aperta permettendo alle popolazioni delle due valli di venire a contatto e festeggiare insieme la solennità (qualche volta anche con troppo "calore umano", ovvero memorabili risse favorite dalle abbondanti bevute di vino).
La vecchia caserma delle guardie è stata recentemente trasformata in un agriturismo.

## Galleria d'immagini

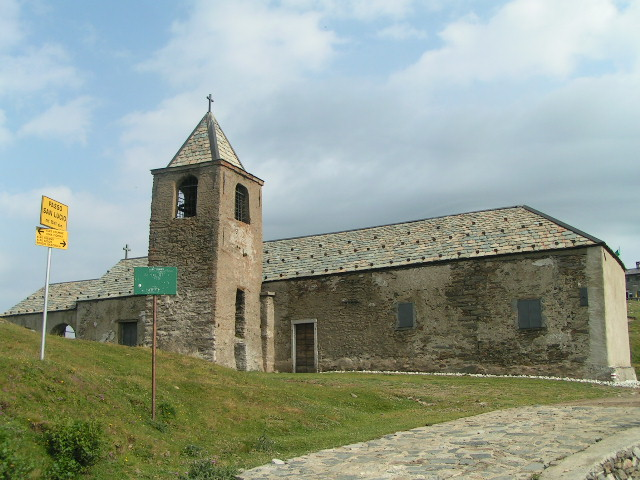
La chiesetta di San Lucio
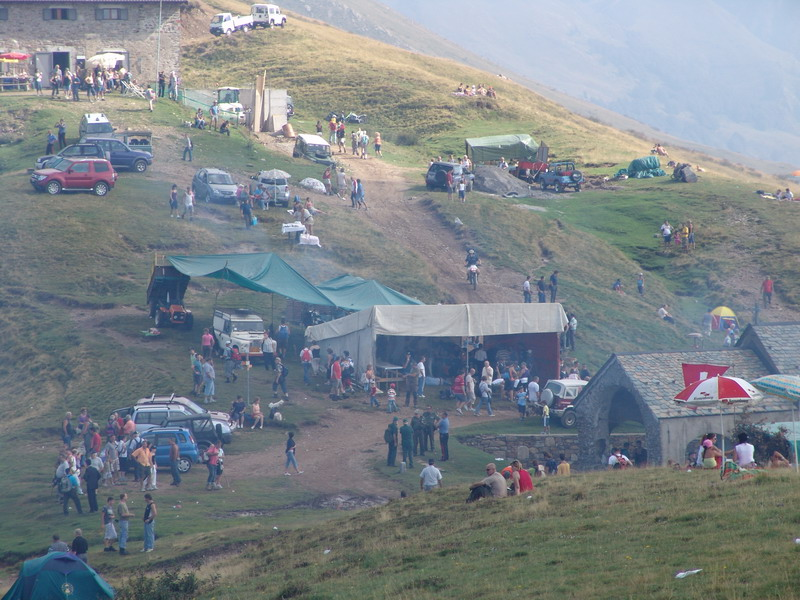
Festa al San Lucio
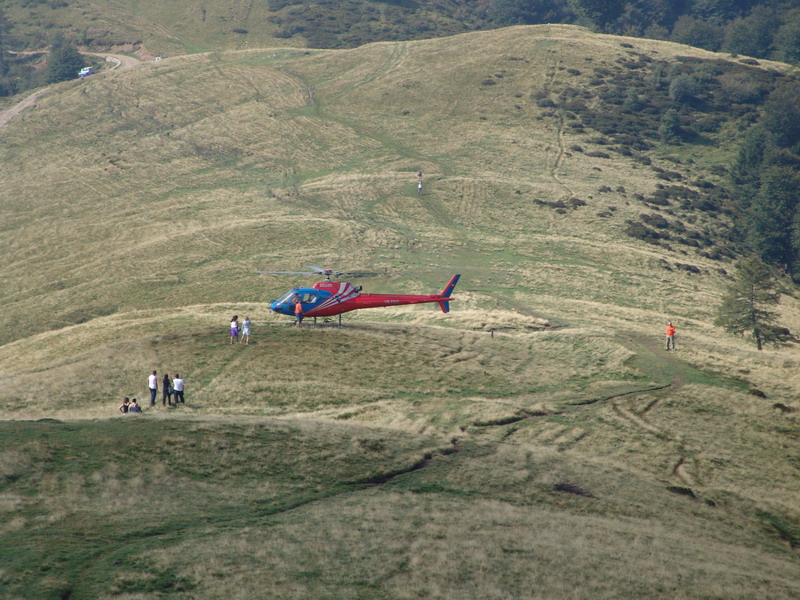
Elicottero usato per l'elitrasporto alle feste al San Lucio.